# بيل مو
بيل مو (بالإنجليزية: Bill Moe)‏ هو لاعب هوكي الجليد أمريكي، ولد في 2 أكتوبر 1916 في دانفرز في الولايات المتحدة، وتوفي في 13 يوليو 1996.

## وصلات خارجية
- بيل مو على موقع دوري الهوكي الوطني (الإنجليزية)
- بيل مو على موقع قاعة مشاهير الهوكي (لاعب أن.إتش.أل) (الإنجليزية)
- بيل مو على موقع EliteProspects.com (الإنجليزية)
- بيل مو على موقع HockeyDB.com (الإنجليزية)
- بيل مو على موقع Hockey-Reference.com (الإنجليزية)